# 김천흥 (국악인)
김천흥(金千興, 1909년 3월 30일 ~ 2007년 8월 18일)은 조선, 일제강점기, 대한민국의 해금, 아쟁, 양금 연주자이자 궁중무용의 명인으로, 조선의 마지막 무동이기도 하다. 호는 심소(心韶)이고, 1923년에 순종황제오순 탄신 경축진연때 무동으로 정재 출연했다.
1930.7.영친왕 내외분의 환국근친환영시 정재 <무고>,<봉래의>등 무동으로 출연했다 .

## 생애
서울시 남대문 양동 출생이다. 14세 때인 1922년 이왕직 아악부 아악생양성소(李王職雅樂部雅樂生養成所)에서 해금을 전공했으며, 아쟁과 양금도 배웠고, 이듬해인 1923년 제2기생으로 졸업하였다. 같은 해에 순종황제 탄신 오순경축공연에 무동으로 출연했고, 1926년부터 이왕직아악부의 아악수보, 아악수, 아악수장을 지냈다. 국가무형문화재 제1호 종묘제례악의 해금과 일무(佾舞, 여러 줄로 벌여 서서 추던 춤) 부문과 제39호 처용무의 무용과 가면 제작 부문의 보유자였다.
1951년부터는 국립국악원에서 예술사, 연주원, 자문위원을 거쳐 원로사범을 지냈다.
아악과 궁중무(宮中舞)의 재현·전승·보급에 힘썼고, 탈춤을 체계화시키고 보급시키는 데 크게 기여하였다. 1958년부터 ‘김천흥 무용연구소’를 개설, 5회의 발표회를 가졌으며, 1962년에는 〈처용랑(處容郎)〉으로 서울시 문화상을 수상하였다. 1964년에 〈종묘제례악〉으로 기능보유자 제1호로 지정되었고, 1968년에는 중요무형문화제 제1호 〈종묘제례악〉, 1971년에는 중요무형문화재 제39호 〈처용무〉의 예능보유자로 인정받았다.
국립국악원 이사, 국립국악원 국악사, 문교부 문화보존위원회 위원, 서울시 문화위원, 서울대학교 음악대학·경희대·이화여대 강사 등을 역임했다.
2018년 4월 우정사업본부는 국악인 3명의 모습을 담은 ‘한국의 소리’ 기념우표 3종을 발행했는데 이번 기념우표에는 전통무용가이자 해금 연주자인 김천흥씨의 모습이 담겼다. 우표 전지에 있는 QR코드를 휴대전화로 찍으면 연주를 들을 수 있다.

## 경력
- 1922: 이왕직아악부원 양성소 2기생으로 입학
- 1923: 순종황제 탄신 오순 경축공연에 무동으로 출연
- 1926: 이왕직아악부원 양성소 2기 졸업(해금 전공,양금'아쟁 겸공)
- 1926-1940: 이왕직아악부 아악수보'아악수'아악수장 역임
- 1951-2007: 국립국악원 예술사'연주원'자문위원을 거쳐 원로사범으로 재직
- 1968: 중요무형문화재 제1호 종묘제례악 기능보유자 지정
- 1971: 중요무형문화재 제39호 처용무 기능보유자
- 1973-1993: (사) 대악회 이사장
- 1978-2007: 대한민국 예술원 회원
- 1983-1993: 무형문화재예술단 단장
- 2004: 심재 정악단 창단 고문
- 2007: 국립국악원 원로사범,대한민국 예술원 회원
- 2007.08.18: 98세 별세. 국립국악원 국악장.

## 상훈
- 1960년 서울시 문화상
- 1968년 무형문화재 보존 공로상
- 1969년 제2회 한국문화대상
- 1970년 제15회 대한민국 예술원상
- 1973년 국민훈장 모란장
- 1983년 한국국악협회 제2회 한국국악대상
- 1992년  KBS 국악대상 특별공로상
- 1997년 제4회 방일영국악상
- 2001년 대한민국 금관문화훈장 외 다수

## 저서
- 1966: 《중요무형문화재 조사보고서 - 종묘 일무》
- 1969: 《한국무용의 기본무보》
- 1982: 《정악양금보》대악회
- 1988: 《정악해금보》
- 1995: 《심소 김천흥 무악 칠십년》(서울:민속원)
- 2002: 《정재무도홀기 창사보 1》(서울:민속원)
- 2003: 《정재무도홀기 창사보 2》(서울:민속원) 외 14편 집필.
- 2005: 《심소 김천흥 선생님의 우리춤 이야기》저자 김천흥 (서울:민속원)
- 2017:《심소 김천흥 선생 무악인생록》저자 김천흥